# 逆光飛翔
《逆光飛翔》（英語：Touch of the Light）是一部2012年的臺灣電影，改編自真人真事，描述一名全盲鋼琴家與夢想成為舞者的女孩，一段好友互相鼓勵勇敢逐夢的歷程。導演張榮吉早在2008年已將故事主人翁黃裕翔的經歷拍成短片《天黑》，並獲得臺北電影獎最佳劇情短片。短片的成功，讓導演著手將故事重新打造成全新劇本，拍成他的首部劇情長片，電影男女主角沿用《天黑》的組合，由故事主人翁黃裕翔本色演出，及臺北電影節、亞太影展雙料影后張榕容主演，另有李烈、柯淑勤等資深演員演出，知名舞蹈家許芳宜也在劇中客串舞蹈老師一角。其中在2013年3月14日於韓國上映時，成為繼《不能說的·秘密》、《聽說》、《那些年我們一起追的女孩》這三部電影之後，第四部在韓國放映的臺灣電影。
電影代表臺湾角逐2012年奥斯卡最佳外语片奖。

## 劇情概要
天生眼盲的裕翔，首次离家北上念书，他琴弹得好，却坚持不参加任何比赛，因为不想被同情，他只想跟大家过得一样。此时，他遇见爱跳舞的小洁，因故被迫放弃学舞，却交了个一跳街舞就闪耀着光芒的男友，暖阳般的裕翔走进她的世界，融化了小洁冰冷的心。裕翔的勇敢深深牵引小洁；而小洁带领裕翔经历不曾有过的冒险。他们填补彼此遗失的力量，就算梦想遥不可及，也不再是独自面对。
青春的他们，大声嘶吼着，现在的他们，朝着最初的梦想，迈开步伐，逆光而行。

## 演員陣容
主要角色
| 演員   | 飾演角色 | 介紹                                                                                     |
| 黃裕翔 | 黃裕翔   | 主角，視障者，擁有一身好琴藝，大學就讀音樂班。受阿清的邀請加入SM社。                     |
| 張榕容 | 小潔     | 飲料店打工的女孩，熱愛跳舞，卻因媽媽的反對不得不放棄舞蹈。在胖老闆的鼓勵下參加舞團徵試。 |
| 李烈   | 美香     | 裕翔的母親，時常伴隨在裕翔的身邊照料他。                                                 |

其他演員
| 演員   | 飾演角色 | 介紹 |
| 柯淑勤 | 小潔媽   | 小潔的母親，愛刷卡買保養品，將小潔微薄的打工錢拿來還卡債。原本反對小潔學舞，後來知道她為了完成夢想努力打工，也鼓勵小潔參加舞團徵試。 |
| 黃連煜 | 裕翔爸   | 裕翔的父親，與太太兩人共同經營花圃。                                                                                                 |
| 吳亞郡 | 裕翔妹   | 裕翔的小妹。 |
| 納豆   | 胖老闆   | 小潔打工的飲料店老闆。為了幫助小潔完成的夢想，而與小潔一同參加免費舞蹈體驗課程。                                                     |
| 懷秋   | 阿嶽     | 小潔男友，熱舞社社長。背著小潔與女社員互動甚密。                                                                                     |
| 閃亮   | 朱自清   | 與知名文人朱自清同名。裕翔室友，體育系。擅長小提琴，創立音樂性社團「Super Music」，片中簡稱SM。                                      |
| 尹馨   | 王老師   | 裕翔班上的音樂代課老師。看出裕祥的鋼琴天分，鼓勵他參加比賽。                                                                         |
| 許芳宜 | 許老師   | 小潔飲料外送的舞蹈教室老師。在本劇客串演出的許芳宜為台灣知名舞蹈家。                                                                 |
| 40     | 巴斯     | SM社員。擅長B-BOX、木箱鼓。 |
| 阿奎   | 阿賢     | SM社員。擅長貝斯。 |
| 逸祥   | 宿舍長   | 負責通知學生們繳交電費。社團發表會的主持人。                                                                                         |

## 電影歌曲
- 很靠近海 By the sea
  - 主唱：蔡健雅／詞：葛大為／曲：馬場克樹／編曲：陳建騏／版權&提供：春光音樂
- 調色盤 Palette
  - 主唱：徐佳瑩／詞曲：徐佳瑩／版權&提供：亞神音樂
- X
  - 主唱：謝侃均（閃亮）／詞曲：謝侃均（閃亮）／版權&提供：歪的音樂

## 創作源起
2005年，導演張榮吉為第五屆總統教育獎頒獎典禮做拍攝紀錄，因而認識當時才高三的視障鋼琴家黃裕翔，激發他創作的念頭，接連完成紀錄短片《序曲》和半紀錄式劇情短片《天黑》，再花兩年時間重新打造的全新劇本。

## 拍攝場景
- 國立台北教育大學
- 淡江大學
- 新社花海
- 牡丹車站
- 牡丹老街
- 福隆海水浴場
- 蘭陽博物館
- CoCo 都可茶飲大直門市
- 台北海洋技術學院
- 文山劇場
- 台中市漢翔園區
- 東海大學

此外，臺中市政府也給予該片160萬元輔導金及拍攝支援。

## 獎項
- 台北電影節最佳女主角獎（張榕容）
- 台北電影節觀眾票選大獎
- 釜山影展新浪潮競賽 入圍
- 釜山影展觀眾票選獎
- 第49屆金馬獎最佳新導演（張榮吉）
- 第49屆金馬獎最佳女主角（張榕容）入圍
- 第49屆金馬獎年度台灣傑出電影工作者（黃裕翔）
- 2012金馬獎國際影評人費比西獎
- 2013第十三屆華語電影傳媒大獎最佳電影 入圍
- 2013第十三屆華語電影傳媒大獎最佳女主角（張榕容）入圍
- 2013第十三屆華語電影傳媒大獎最佳女配角（李烈）獲獎
- 2013第十三屆華語電影傳媒大獎最佳新導演（張榮吉）入圍
- 2013第十三屆華語電影傳媒大獎最佳新演員（黃裕翔）入圍
- 2013第十三屆華語電影傳媒大獎評審團獎獲獎
- 第33屆香港電影金像獎最佳兩岸華語電影入圍

## 外部連結
- 逆光飛翔 官方網站 （页面存档备份，存于）
- 逆光飛翔的Facebook專頁
- Yahoo奇摩電影上《逆光飛翔》的資料（繁體中文）
- MSN娛樂上《逆光飛翔》的資料（繁體中文）

- 開眼電影網上《逆光飛翔》的資料（繁體中文）
- 豆瓣电影上《逆光飛翔》的資料 （简体中文）
- 时光网上《逆光飛翔》的資料（简体中文）
- AllMovie上《逆光飛翔》的资料（英文）
- 爛番茄上《逆光飛翔》的資料（英文）
- 香港影庫上《逆光飛翔》的資料（繁體中文）
- 互联网电影数据库（IMDb）上《逆光飛翔》的资料（英文）